# Alisha Weir
Alisha Weir   (Dublín, 26 de setembre de 2009) és una actriu i cantant irlandesa. Va començar la carrera al teatre. És coneguda pels papers com a personatges principals a les pel·lícules Matilda, de Roald Dahl: El musical (2022) i la pel·lícula de por Abigail (2024).

## Biografia
Alisha Weir va néixer a Dublín, Irlanda, el 26 de setembre del 2009 i va créixer al suburbi sud de Dublín de Knocklyon. Va anar a l'escola Our Lady's school. Les seves dues germanes grans van fer classes de teatre i Alisha s'hi va afegir quan va ser prou gran.

## Carrera
Quan el musical Once va tornar al Teatre Olympia de Dublín el 2017, Weir va interpretar Ivanka. També va fer una interpretació de la cançó de Justin Timberlake "True Colors" a The Late Late Toy Show. El seu primer llargmetratge va ser el thriller del 2018 Don't leave home, mentre que va debutar a la televisió fent de Laura a la sèrie Darklands (2019). Va aparèixer a les produccions de Tony Finnegan d'Annie, El mag d'Oz i Oliver! al National Concert Hall de Dublín.
Weir tenia onze anys quan la van triar com a protagonista de Matilda Wormwood en l'adaptació cinematogràfica de Matilda the Musical per a Netflix, i tretze en l'estrena de la pel·lícula el Nadal del 2022. Weir interpreta el paper principal en la pel·lícula de terror del 2024 Abigail, estrenada el 19 d'abril del 2024. El paper següent serà posant la veu principal en la pel·lícula d'animació The land of Ssometimes al costat d'Ewan McGregor.

## Interpretacions

### Cinema i televisió
| Curs         | Títol                 | Rol              | Notes           |
| ------------ | --------------------- | ---------------- | --------------- |
| 2018         | Don't leave home      | Siobhan Callahan |                 |
| 2018         | Day out               | Raquel           | Curtmetratge    |
| 2019         | Darklands             | Laura            | 5 episodis      |
| 2020         | Two by two: overboad! | Primrose (veu)   |                 |
| 2022         | Matilda el Musical    | Matilda Wormwood |                 |
| 2022         | Fia's fairies         | Fia (veu)        | Paper principal |
| 2023         | Wicked little letters | Nancy Gooding    |                 |
| 2024         | Abigail               | Abigail          |                 |
| Per anunciar | The land sometimes    |                  |                 |

### Teatre
| Curs | Títol       | Rol      | Notes                         |
| ---- | ----------- | -------- | ----------------------------- |
| 2017 | Once        | Ivanka   | Teatre Olympia, Dublín        |
| 2017 | Annie       | Molly    | National Concert Hall, Dublín |
| 2018 | El mag d'Oz | Munchkin | National Concert Hall, Dublín |
| 2019 | Oliver!     | Cor      | National Concert Hall, Dublín |